# Gautier (Mississippi)
Gautier é uma cidade localizada no estado americano de Mississippi, no Condado de Jackson.

## Demografia
Segundo o censo americano de 2000, a sua população era de 11.681 habitantes.
Em 2006, foi estimada uma população de 16.251, um aumento de 4570 (39.1%).

## Geografia
De acordo com o United States Census Bureau tem uma área de
33,4 km², dos quais 31,7 km² cobertos por terra e 1,7 km² cobertos por água.

## Localidades na vizinhança
O diagrama seguinte representa as localidades num raio de 16 km ao redor de Gautier.